# Невласне-пряма мова
Невласне пряма мова — своєрідний тип мовлення, проміжний між прямою і непрямою мовою.
Невласне пряму мову зближує з прямою те, що в ній зберігаються лексичні й синтаксичні риси чужого висловлювання, манера мовлення і настрій персонажа, але невласне-пряма мова подається ніби від імені автора, в мову якого вплітається мова дійової особи. Відтак створюється двоплановість висловлювання: передається «внутрішнє мовлення» персонажа його думки, настрої, втім, виступає за нього автор, а об'єктивна оцінка подій поєднується з переломленням їх через призму сприйняття персонажа.
З непрямою мовою невласне пряму мову зближає вживання дієслів і займенників у формі третьої особи.
Невласне-пряма мова характерна лише для художнього стилю, «виступає і в поезії, і в прозі як прекрасний вид передачі голосів, яким, за авторовим задумом, треба звучати стримано, приглушено, нещиро, іноді — залишатися лише „внутрішніми“ голосами, вираженням роздумів, загнаних у себе почувань тощо» (Л. Булаховський).

Наприклад: 
 Палагна прибігла додому лиха. Добре, що хоч Іван нічого не бачив. Ну і сусідонько файний, смага б ті взяла! Не мав коли приступитесь до — неї! Ігій на тебе!.. А що ворожіння пропало — то вже пропало… Вагалась, чи казати про Юру Іванові, чи дати спокій 
 (М. Коцюбинський).
Іноді невласне-пряма мова чергується з прямою мовою.